# Maatkare B
| N5 | C10 | D28 |

| N5 | C10 | D28 |

Maatkare B fue una esposa del faraón Osorkon I y madre de Sheshonq C, sumo sacerdote de Amón. Era hija de Psusenes II (también conocido como Pasebkhanut II).
Se conoce a Maatkare gracias a varias fuentes. Su estatuilla, de la que solo se conserva la base con ambos pies (Marsella, Musée Borély, núm. 432) puede ser una pieza del Imperio Nuevo reutilizada. Una estatua del dios Nilo -hoy en el Museo Británico (BM 8)- dedicada por Sheshonq C, menciona como padres de Sheshonq a Osorkon I y a Maatkare. A esta se la llama hija del Rey... Har-Psusenes II, amado de Amón. En una estatua hallada en Karnak (Museo Egipcio de El Cairo, CG 42194), también dedicada por Sheshonq, Maatkare tiene los títulos profetisa de Hathor, señora de Dendera, madre del dios de Harsomtus, e hija del rey.
Una inscripción de Karnak, en el séptimo pilono, menciona a una mujer llamada Maatkare, hija del rey Psusennes, amado de Amón, y habitualmente se la considera una referencia a Maatkare B.